# Exochella armata
Exochella armata is een mosdiertjessoort uit de familie van de Exochellidae. De wetenschappelijke naam van de soort is voor het eerst geldig gepubliceerd in 1882 door Hincks.